# Atletiek op de Olympische Zomerspelen 2012 – 110 meter horden mannen

Officiële video

De 110 meter horden mannen op de Olympische Zomerspelen 2012 in Londen vond plaats op 7 augustus (series), en 8 augustus 2012 (halve finales en finale). Regerend olympisch kampioen was Dayron Robles uit Cuba.

## Records
Voorafgaand aan het toernooi waren dit het wereldrecord en het olympisch record.
| Wereldrecord     | Dayron Robles | 12,87 | Ostrava | 12 juni 2008     |
| Olympisch record | Liu Xiang     | 12,91 | Athene  | 27 augustus 2004 |

## Uitslagen

### Series
Heat 1
| Rang | Naam                   | Land | Tijd  | Opmerkingen |
| ---- | ---------------------- | ---- | ----- | ----------- |
| 1    | Sergej Sjoebenkov      | RUS  | 13,26 | Q           |
| 2    | Konstadínos Douvalídis | GRE  | 13,40 | Q           |
| 3    | Adrien Deghelt         | BEL  | 13,52 | Q           |
| 4    | Garfield Darien        | FRA  | 13,54 | q           |
| 5    | Paulo Villar           | COL  | 13,55 | q, SB       |
| 6    | Matthias Bühler        | GER  | 13,68 |             |
| 7    | Shi Dongpeng           | CHN  | 13,78 |             |
| 8    | David Ilariani         | GEO  | 13,90 |             |

Heat 2
| Rang | Naam                | Land | Tijd  | Opmerkingen |
| ---- | ------------------- | ---- | ----- | ----------- |
| 1    | Jason Richardson    | USA  | 13,33 | Q           |
| 2    | Lawrence Clarke     | GBR  | 13,42 | Q           |
| 3    | Maksim Lynsha       | BLR  | 13,47 | Q, SB       |
| 4    | Wayne Davis         | TRI  | 13,52 | q           |
| 5    | Andrew Riley        | JAM  | 13,59 |             |
| 6    | João Carlos Almeida | POR  | 13,69 |             |
| 7    | Rouhollah Askari    | IRI  | 13,97 |             |
| 8    | Ronald Forbes       | CAY  | 14,21 |             |
| NVT  | Enrique Llanos      | PUR  | NVT   | DNF         |

Heat 3
| Rang | Naam                | Land | Tijd  | Opmerkingen |
| ---- | ------------------- | ---- | ----- | ----------- |
| 1    | Orlando Ortega      | CUB  | 13,26 | Q           |
| 2    | Hansle Parchment    | JAM  | 13,32 | Q           |
| 3    | Konstantin Shabanov | RUS  | 13,63 | Q           |
| 4    | Ladji Doucouré      | FRA  | 13,67 |             |
| 5    | Mikel Thomas        | TRI  | 13,74 |             |
| 6    | Erik Balnuweit      | GER  | 13,77 |             |
| NVT  | Andrew Pozzi        | GBR  | NVT   | DNF         |
| NVT  | Shamar Sands        | BAH  | NVT   | DSQ         |
| NVT  | Ali Kamé            | MAD  | NVT   | DSQ         |

Heat 4
| Rang | Naam              | Land | Tijd  | Opmerkingen |
| ---- | ----------------- | ---- | ----- | ----------- |
| 1    | Dayron Robles     | CUB  | 13,33 | Q           |
| 2    | Lehann Fourie     | RSA  | 13,49 | Q, SB       |
| 3    | Jeff Porter       | USA  | 13,53 | Q           |
| 4    | Dimitri Bascou    | FRA  | 13,57 | q           |
| 5    | Greggmar Swift    | BAR  | 13,62 |             |
| 6    | Alexander John    | GER  | 13,67 |             |
| 7    | Fawaz Al-Shammari | KUW  | 14,00 |             |
| 8    | Héctor Cotto      | PUR  | 14,08 |             |
| 9    | Ahmad Hazer       | LIB  | 14,82 |             |

Heat 5
| Rang | Naam             | Land | Tijd  | Opmerkingen |
| ---- | ---------------- | ---- | ----- | ----------- |
| 1    | Aries Merritt    | USA  | 13,07 | Q           |
| 2    | Ryan Brathwaite  | BAR  | 13,23 | Q, SB       |
| 3    | Xie Wenjun       | CHN  | 13,43 | Q           |
| 4    | Emanuele Abate   | ITA  | 13,46 | q           |
| 5    | Richard Phillips | JAM  | 13,47 | q           |
| 6    | Dániel Kiss      | HUN  | 13,62 |             |
| 7    | Aleksey Dremin   | RUS  | 13,75 | SB          |
| 8    | Jeffrey Julmis   | HAI  | 13,87 |             |
| 9    | Ronald Bennett   | HON  | 14,45 |             |

Heat 6
| Rang | Naam             | Land | Tijd  | Opmerkingen |
| ---- | ---------------- | ---- | ----- | ----------- |
| 1    | Andy Turner      | GBR  | 13,42 | Q           |
| 2    | Selim Nurudeen   | NGR  | 13,51 | Q, PB       |
| 3    | Gregory Sedoc    | NED  | 13,52 | Q           |
| 4    | Balázs Baji      | HUN  | 13,76 |             |
| 5    | Jackson Quiñónez | ESP  | 13,76 | SB          |
| NVT  | Shane Brathwaite | BAR  | NVT   | DNF         |
| NVT  | Liu Xiang        | CHN  | NVT   | DNF         |
| NVT  | Artur Noga       | POL  | NVT   | DNF         |
| NVT  | Moussa Dembele   | SEN  | NVT   | DSQ         |

### Halve finale
Heat 1
Wind:
Heat 1: -0,5 m/s
| Rang | Naam                   | Land | Tijd  | Opmerkingen |
| ---- | ---------------------- | ---- | ----- | ----------- |
| 1    | Jason Richardson       | USA  | 13,13 | Q           |
| 2    | Orlando Ortega         | CUB  | 13,26 | Q           |
| 3    | Lawrence Clarke        | GBR  | 13,31 | q, PB       |
| 4    | Adrien Deghelt         | BEL  | 13,42 | PB          |
| 5    | Garfield Darien        | FRA  | 13,48 |             |
| 6    | Wayne Davis            | TRI  | 13,49 |             |
| 7    | Konstadínos Douvalídis | GRE  | 13,77 |             |
| -    | Gregory Sedoc          | NED  |       | DNF         |

Heat 2
Wind:
Heat 2: +0,1 m/s
| Rang | Naam                | Land | Tijd  | Opmerkingen |
| ---- | ------------------- | ---- | ----- | ----------- |
| 1    | Aries Merritt       | USA  | 12,94 | Q           |
| 2    | Ryan Brathwaite     | BAR  | 13,23 | Q, SB       |
| 3    | Xie Wenjun          | CHN  | 13,34 | PB          |
| 4    | Andy Turner         | GBR  | 13,42 |             |
| 5    | Selim Nurudeen      | NGR  | 13,55 |             |
| 6    | Dimitri Bascou      | FRA  | 13,55 |             |
| 7    | Paulo Villar        | COL  | 13,63 |             |
| 8    | Konstantin Shabanov | RUS  | 13,65 |             |
| -    | Richard Phillips    | JAM  |       | DNF         |

Heat 3
Wind:
Heat 3: +0,1 m/s
| Rang | Naam              | Land | Tijd  | Opmerkingen |
| ---- | ----------------- | ---- | ----- | ----------- |
| 1    | Dayron Robles     | CUB  | 13,10 | Q, SB       |
| 2    | Hansle Parchment  | JAM  | 13,14 | Q, NR       |
| 3    | Lehann Fourie     | RSA  | 13,28 | q, PB       |
| 4    | Emanuele Abate    | ITA  | 13,35 |             |
| 5    | Jeff Porter       | USA  | 13,41 |             |
| 6    | Sergej Sjoebenkov | RUS  | 13,41 |             |
| 7    | Maksim Lynsha     | BLR  | 13,45 | PB          |
| 8    | Ladji Doucouré    | FRA  | 13,74 |             |

### Finale
| Rang   | Naam             | Land | Tijd  | Noten  |
| ------ | ---------------- | ---- | ----- | ------ |
| Goud   | Aries Merritt    | USA  | 12,92 | WL, PB |
| Zilver | Jason Richardson | USA  | 13,04 |        |
| Brons  | Hansle Parchment | JAM  | 13,12 | NR     |
| 4      | Lawrence Clarke  | GBR  | 13,39 |        |
| 5      | Ryan Brathwaite  | BAR  | 13,40 |        |
| 6      | Orlando Ortega   | CUB  | 13,43 |        |
| 7      | Lehann Fourie    | RSA  | 13,53 |        |
| NVT    | Dayron Robles    | CUB  | NVT   | DQ     |